# Lipie (Wieluń)
Pour les articles homonymes, voir Lipie.
Lipie est une localité polonaise de la gmina de Mokrsko, située dans le powiat de Wieluń en voïvodie de Łódź.